# جيم فورست (كاتب)
جيم فورست (بالإنجليزية: Jim Forest)‏ هو كاتب أمريكي، ولد في 2 نوفمبر 1941 في سولت ليك في الولايات المتحدة. خدم جيم في البحرية الأمريكية عندما كان شابًا، وعمل مع وحدة الأرصاد الجوية في مقر مكتب الطقس في الولايات المتحدة بالقرب من العاصمة واشنطن. أصبح خلال هذه الفترة كاثوليكيًا. انتهت خدمته العسكرية بتسريح مبكر بناءً على الاعتراض الضميري.
التحق جيم بموظفي الحركة العمالية الكاثوليكية في مانهاتن، وعمل فيها عن قرب مع مؤسسة الحركة دوروثي داي، وخدم لفترة من الزمن كمدير تحرير للمجلة التي حررتها دوروثي ذا كاثوليك ووركر (العامل الكاثوليكي).
شارك في عام 1964، أثناء عمله كصحفي في ستاتن آيلاند أدفانس، في تأسيس جماعة السلام الكاثوليكية في وقت فراغه، وعمل عن كثب مع توم كورنيل. أصبحت هذه وظيفة بدوام كامل لكليهما في عام 1965، وهو الوقت الذي تزامن مع تعميق المشاركة العسكرية الأمريكية في فيتنام. ركزا في عملهما بشكل أساسي على تقديم المشورة للمعترضين على أداء الخدمة العسكرية بدافع الضمير.
اقتحم جيم مع ثلاثة عشر آخرين معظمهم من رجال الدين الكاثوليك تسعًا من مجالس تجنيد ميلواكي في عام 1968، أثناء عمل جيم كمنسق لبرنامج فيتنام لجماعة المصالحة، وهذا ما أدى إلى إزالتهم وإحراقهم لبعض الملفات في حديقة مجاورة أثناء إقامة الصلاة. قضى معظم أعضاء «ميلواكي الأربعة عشر» ثلاثة عشر شهرًا في السجن بسبب أعمالهم.
عمل جيم في أواخر الستينيات ومنتصف السبعينيات مع جماعة المصالحة، أولًا كمنسق لبرنامج فيتنام وبعد ذلك كمحرر لمجلة الجماعة. شغل منصب الأمين العام للجماعة الدولية للمصالحة منذ عام 1977 وحتى عام 1988، وهو العمل الذي كان السبب في مجيئه إلى هولندا. حصل على جائزة صانع السلام من معهد دراسات السلام في جامعة نوتردام وجائزة القديس مارسيلوس من جماعة السلام الكاثوليكية.
استُقبل فورست في الكنيسة الأرثوذكسية في عام 1988. وشغل منصب السكرتير الدولي لجماعة السلام الأرثوذكسية ومحرر مشارك لمجلتها الفصلية إن كوميونيون منذ عام 1989. عُين كمحاضر في عام 2017.
جمعت صداقة طويلة الأمد بين جيم وتوماس ميرتون، الذي كرس له كتاب الإيمان والعنف. رافق جيم أيضًا الراهب البوذي الفيتنامي الشهير ثيت نهات هانه.
باعتباره صحفيًا وكاتبًا، تضمنت كتبه «الصلاة مع الأيقونات وسلم التطويبات والطريق إلى عمواس: الحج كطريقة للحياة والمحبة لأعدائنا: تأملات في أصعب الوصايا والسير الذاتية لتوماس ميرتون (العيش مع الحكمة) ودوروثي داي (كل شيء هو نعمة) ودانييل بيريغان (في مسرحية في عرين الأسود)، والعديد من كتب الأطفال بما فيها القديس نيكولاس والعملات الذهبية التسعة والقديس جورج والتنين وصامت كالحجارة: الأم ماريا من باريس وإنقاذ المهملات.
في أواخر حياته، عاش جيم مع زوجته نانسي، المترجمة والكاتبة في ألكمار في هولندا.

## وصلات خارجية
- الموقع الرسمي
- جيم فورست على موقع IMDb (الإنجليزية)